# Danh sách thiên hà

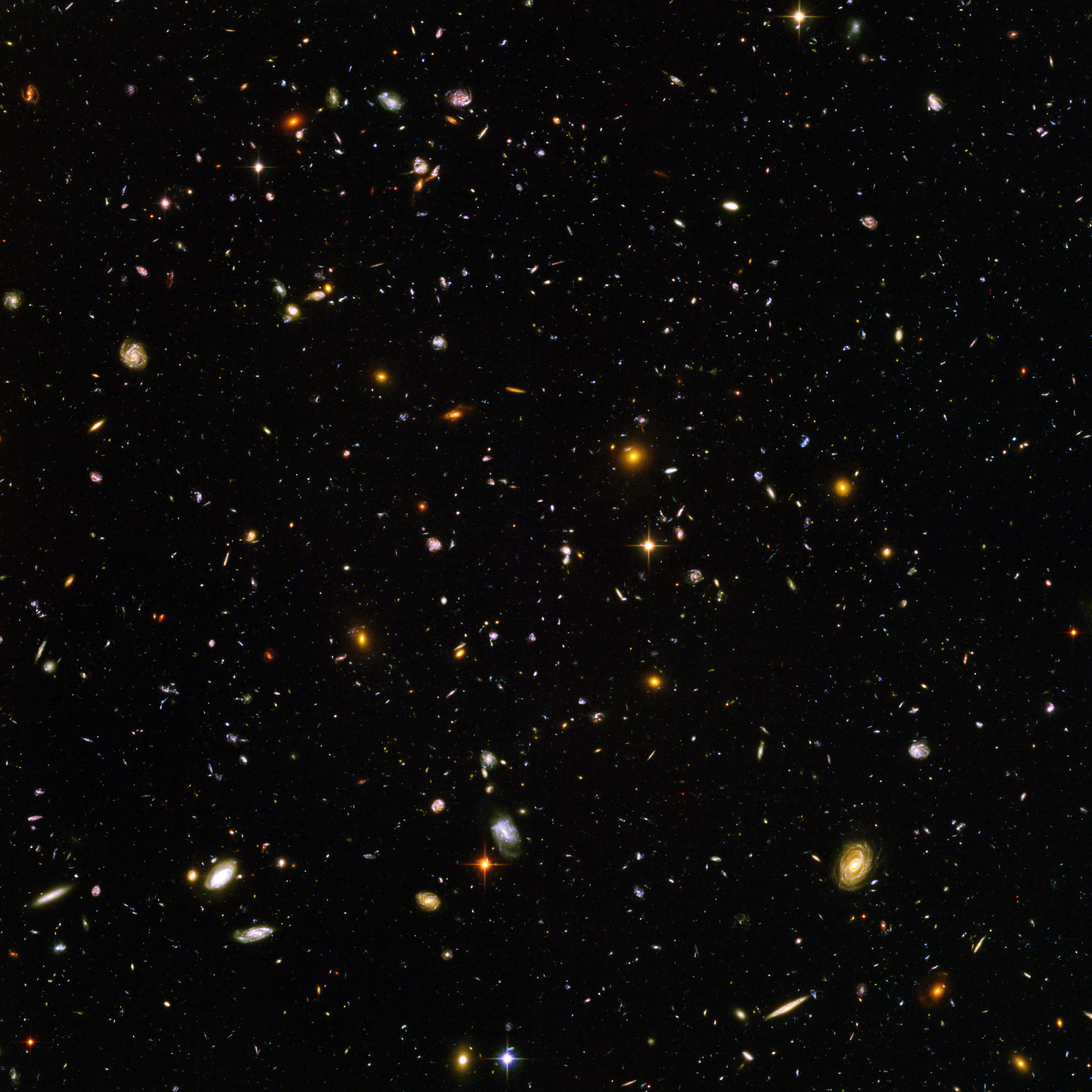
Siêu vùng sâu Hubble với trên 10.000 thiên hà trong vùng chỉ bằng 0,000024% bầu trời

Danh sách này liệt kê các thiên hà tiêu biểu đã quan sát thấy, đã được ghi nhận. Hiện khoa học ghi nhận khoảng 50 thiên hà trong nhóm thiên hà địa phương, khoảng 100.000 thiên hà trong siêu nhóm địa phương và khoảng 170 tỷ thiên hà trong vũ trụ quan sát được.

## Thiên hà có tên
Danh sách này gồm những thiên hà được biết đến nhiều nhất thay vì lựa chọn những thiên hà dựa vào danh mục hoặc danh sách, hoặc hệ tọa độ, hoặc sự chọn lựa có hệ thống.
| Hình ảnh | Tên Thiên hà                    | Chòm sao        | Nguồn gốc tên gọi                                                                                  | Ghi chú |
| -------- | ------------------------------- | --------------- | -------------------------------------------------------------------------------------------------- | --- |
|          | Tiên Nữ                         | Tiên Nữ         | Thiên hà này nằm ở chòm sao Tiên Nữ nên lấy theo tên của chòm sao này.                             | Thiên hà lớn gần nhất với Ngân hà của chúng ta. |
|          | Mắt Đen                         | Hậu Phát        | Thiên hà có một dải tối hấp thụ bụi phía trước trung tâm thiên hà, dẫn đến tên "Thiên hà Mắt Đen". | |
|          | Bode                            | Đại Hùng        | Đặt tên theo Johann Elert Bode, người đã tìm ra thiên hà này 1774.                                 | |
|          | Bánh Xe                         | Ngọc Phu        | Thiên hà nhìn giống hình bánh xe có nan hoa.                                                       | |
|          | Cigar                           | Đại Hùng        | Thiên hà nhìn giống điếu xì gà (cigar).                                                            | |
|          | Sao Chổi                        | Ngọc Phu        | Thiên hà nhìn giống dạng sao chổi.                                                                 | Hiệu ứng sao chổi là do sự tước thủy triều bởi các thiên hà lân cận trong cụm Abell 2667.                                                                                         |
|          | Cosmos Redshift 7               | Lục Phân Nghi   | Tên thiên hà dựa trên giá trị của độ đo dịch chuyển đỏ là 7 (làm tròn từ 6.604).                   | |
|          | Vật thể Hoag                    | Cự Xà           | Đặt tên theo Arthur Hoag, người đã khám phá ra thiên hà vòng.                                      | |
|          | Đám Mây Magellan Lớn            | Kiếm Ngư/Sơn Án | Đặt tên theo Ferdinand Magellan                                                                    | Đây là thiên hà lớn thứ 4 trong Nhóm Địa phương, tạo thành cặp với SMC, và từ những nghiên cứu gần đây cho thấy khả năng nó không thuộc về hệ thống thiên hà vệ tinh của Ngân Hà. |
|          | Đám Mây Magellan Nhỏ            | Đỗ Quyên        | Đặt tên theo Ferdinand Magellan                                                                    | |
|          | Thiên thể Mayall                | Đại Hùng        | Đặt tên theo Nicholas Mayall, người đã khám phá ra thiên hà này.                                   | |
|          | Ngân Hà (thiên hà của chúng ta) | Nhân Mã         | | Đây là thiên hà của chúng ta, có chứa hệ Mặt Trời bao gồm Mặt Trời, Trái Đất và Mặt Trăng.                                                                                        |
|          | Chong Chóng                     | Đại Hùng        | Thiên hà nhìn giống hình chong chóng đồ chơi                                                       | |
|          | Mũ Vành Rộng                    | Thất Nữ         | Thiên hà nhìn giống mũ vành rộng sombrero.                                                         | |
|          | Hoa Hướng Dương                 | Lạp Khuyển      | Thiên hà nhìn giống hoa hướng dương                                                                | |
|          | Nòng Nọc                        | Thiên Long      | Thiên hà nhìn giống nòng nọc.                                                                      | Hình dạng này là kết quả của tương tác thủy triều dẫn đến kéo dài đuôi thủy triều.                                                                                                |
|          | Xoáy Nước                       | Lạp Khuyển      | Thiên hà nhìn giống xoáy nước.                                                                     | |

## Thiên hà nhìn được bằng mắt thường
Các thiên hà nhìn được bằng mắt thường, đối với bầu trời rất tối, đứng ở trên cao quan sát với thời tiết trong và ổn định.
| Hình ảnh | Thiên hà             | Cấp sao biểu kiến          | Khoảng cách                    | Chòm sao        | Ghi chú |
| -------- | -------------------- | -------------------------- | ------------------------------ | --------------- | --- |
|          | Ngân Hà              | -6.5 (không tính Mặt Trời) | 0                              | Nhân Mã         | Đây là thiên hà của chúng ta, thường nhìn thấy một phần nó vào ban đêm như một dải trắng vắt ngang bầu trời.                                                                                       |
|          | Đám mây Magellan lớn | 0,9                        | 160 kly (50kpc)                | Kiếm Ngư/Sơn Án | Nhìn thấy được ở bán cầu nam. Có thể coi nó là tinh vân sáng nhất trên bầu trời. |
|          | Đám mây Magellan nhỏ | 2,7                        | 200 kly (60kpc)                | Đỗ Quyên        | Nhìn thấy được ở bán cầu nam. |
|          | Thiên hà Tiên Nữ     | 3,4                        | 2,5 Mly (780kpc)               | Tiên Nữ         | Nó nằm trong chòm sao Tiên Nữ. |
|          | Omega Centauri       | 3,9                        | 18 kly (5,5kpc)                | Bán Nhân Mã     | Nó từng được coi là một sao, sau đó là cụm sao cầu, Omega Centauri đã được các nhà thiên văn phát hiện có một lỗ đen tại trung tâm của nó và nó được coi là một thiên hà lùn vào tháng 4 năm 2010. |
|          | Thiên hà Tam Giác    | 5,7                        | 2,9 Mly (900kpc)               | Tam Giác        | Là một thiên hà mờ, khả năng quan sát thấy nó bị ảnh hưởng mạnh bởi sự ô nhiễm ánh sáng, có thể nhìn thấy nó trên bầu trời tối đen nhưng có thể không quan sát được trong khu vực dân cư.          |
|          | Centaurus A          | 7,8                        | 13,7 ± 0,9 Mly (4,2 ± 0,3 Mpc) | Bán Nhân Mã     | Centaurus A đã được Stephen James O'Meara quan sát thấy bằng mắt thường |
|          | Thiên hà Bode        | 7,89                       | 12 Mly (3,6Mpc)                | Đại Hùng        | Những người quan sát thiên văn nghiệp dư nhiều kinh nghiệm cũng có thể quan sát thấy bằng mắt thường thiên hà này trong những điều kiện tốt.                                                       |
|          | Thiên hà Ngọc Phu    | 8.0                        | 11.4 ± 0.7 Mly (3.5 ± 0.2 Mpc) | Ngọc Phu        | Theo Brian A. Skiff, khả năng nhìn thấy bằng mắt thường của thiên hà này được thảo luận trong tạp chí Sky & Telescope từ những năm 1960 hoặc 1970.                                                 |
|          | Messier 83           | 8,2                        | 14,7 Mly (4,5Mpc)              | Trường Xà       | M83 có thể quan sát trực tiếp bằng mắt thường. |

- Thiên hà elip lùn Nhân Mã (Sagittarius Dwarf Elliptical Galaxy) không được liệt kê vì đang có những tranh luận xung quanh vấn đề đây có phải là thiên hà hay không.

## Danh sách
| Thiên hà                     | Ghi chú |
| ---------------------------- | --- |
| M82                          | Đây là nguyên mẫu của thiên hà bùng nổ sao. |
| M87                          | Thiên hà trong vùng trung tâm của Siêu đám Xử Nữ. |
| M102                         | Thiên hà này vẫn xác định dứt khoát nó là thiên thể nào, và phần lớn nó chính là NGC 5866, hoặc khả năng nó là thiên hà M101. Những khả năng khác cũng được đề cập tới. |
| NGC 2770                     | NGC 2770 được xem là Nhà máy Supernova do gần đây đã ghi nhận 3 siêu tân tinh trong nó. |
| NGC 3314 NGC 3314a NGC 3314b | Đây là các cặp thiên hà xoắn ốc, 1 thiên hà nằm phía đằng sau, chú ý là hai thiên hà tách ra nhau, và không ảnh hưởng hấp dẫn đến nhau. Khoảng cách từ Trái Đất đến a và b vào khoảng 117 triệu và 140 triệu năm ánh sáng. Rất hiếm khi các thiên hà sắp thẳng hàng với nhau. |
| ESO 137-001                  | Nằm trong cụm thiên hà Abell 3627, thiên hà này đang bị tước khí do áp suất của môi trường liên đám (ICM), do vận tốc chuyển động của nó trong đám khá lớn, và nó để lại một cái đuôi mật độ cao với các ngôi sao đang hình thành trong nó. Đặc điểm của cái đuôi đó là số lượng lớn nhất các sao hình thành nằm bên ngoài phía xa thiên hà. Thiên hà này hiện lên như một sao chổi, với đầu là thiên hà, và đuôi là khí và các sao. |
| Thiên hà Sao Chổi            | Nằm trong cụm thiên hà Abell 2667, thiên hà xoắn ốc này đang bị tước thủy triều gồm những khí và sao với tốc độ lớn đi qua cụm thiên hà, hiện lên như một sao chổi. |

Đây là một danh sách chưa hoàn tất, và có thể sẽ không bao giờ thỏa mãn yêu cầu hoàn tất. Bạn có thể đóng góp bằng cách mở rộng nó bằng các thông tin đáng tin cậy.

## Đứng nhất

### Theo khoảng cách
| Danh hiệu                    | Thiên hà          | Khoảng cách | Ghi chú |
| ---------------------------- | ----------------- | ----------- | --- |
| Thiên hà láng giềng gần nhất | Canis Major Dwarf | 0,025 Mly   | Phát hiện năm 2003, thiên hà vệ tinh của Ngân Hà, sáp nhập từ từ.                                                 |
| Thiên hà xa nhất             | UDFj-39546284     | z≃10,3      | Với khoảng cách 13,2 tỉ năm ánh sáng đây có thể là thiên thể xa nhất và lâu đời nhất khoa học hiện quan sát dược. |
| Quasar gần nhất              | 3C 273            | z=0,158     | |
| Quasar xa nhất               | CFHQS J2329-0301  | z=6,43      | Phát hiện năm 2007.                                                                                               |

### Theo khối lượng
| Danh hiệu                  | Thiên hà                            | Khối lượng | Ghi chú |
| -------------------------- | ----------------------------------- | ---------- | ------- |
| Thiên hà nhẹ nhất          | Willman 1                           |            | [ 24 ]  |
| Thiên hà nặng nhất         | Messier 87 (M87, NGC 4486, Virgo A) |            | [ 25 ]  |
| Thiên hà xoắn ốc nặng nhất | ISOHDFS 27                          |            |         |